# Padianallur
Padianallur (o Padiyanallur, Padiahallur) è una suddivisione dell'India, classificata come census town, di 20.863 abitanti, situata nel distretto di Tiruvallur, nello stato federato del Tamil Nadu. In base al numero di abitanti la città rientra nella classe III (da 20.000 a 49.999 persone).

## Geografia fisica
La città è situata a 13° 11' 60 N e 80° 10' 60 E e ha un'altitudine di 16 m s.l.m..

## Società

### Evoluzione demografica
Al censimento del 2001 la popolazione di Padianallur assommava a 20.863 persone, delle quali 10.621 maschi e 10.242 femmine. I bambini di età inferiore o uguale ai sei anni assommavano a 2.099, dei quali 1.088 maschi e 1.011 femmine. Infine, coloro che erano in grado di saper almeno leggere e scrivere erano 15.523, dei quali 8.351 maschi e 7.172 femmine.